# Ред (Србија)
Ред је српска телевизијска и радио-станица са седиштем у Београду. Налази се у власништву предузећа Pink International Company. Телевизија је првенствено покренута 4. новембра 2012. под именом Пинк 2, са фокусом на колажни програм.
Пинк 2 је често био повезиван са ТВ Авала и представљан као његов наследник, што је демантовано. Образложено је да „Пинк 2 није заузео националну фреквенцију која је припадала ТВ Авала, већ је реч о кабловском каналу”. Од 3. октобра 2020. мења име у Ред и фокус ставља на млађу публику.

## Програм

### Емисије (2021)
- Зорњак

Најнеконвенционалнији јутарњи програм на овим просторима дефинитивно јесте „Зорњак“. Емисија колажног типа који води Драган Маринковић „Маца”, садржи сегменте карактеристичне за јутарње програме. Ведар и забаван садржај идеалан за спавалице, којима је рана зора од 10 сати ујутру, као и свима осталима који уживају у позитивном садржају без политике.
- Питам за друга

Стефан Милошевић „Панда” и Стефан Кандић „Kенди” кроз емисију „Питам за друга“ воде гледаоце кроз најзанимљивија дешавања у „Задрузи“, најгледанијем ријалити формату на овим просторима. У четири деонице од по 10 минута приказују најзанимљивији садржај из претходног дана. Поред тога, приказују клипове, фотографије и мимове са друштвених мрежа, а кроз укључења гледаоци имају прилику да са Пандом и Кендијем коментаришу снимке, као и наслове са портала Pink.rs, а очекују их и интригантни гости.
- Шпиц

Емисија „Шпиц” сваког радног дана од 17:45 доноси све актуелности, интересантне теме и занимљиве госте. Водитељски пар Анђела Ашанин и Иван Ивановић „Ђус” својом фантастичном енергијом нуде добру забаву и смех. Труде се да останете у току и да будете информисани, кроз своје јединствено презентовање. У „Шпицу” је неизоставна и добра музика, коју бирају резидент ди-џејеви ДЈ Муња и ДЈ Кобаз.
- Шлиц

Емисија „Шлиц” се емитује сваког викенда од 17:45, са мотивом "проведите суботу и недељу уз музику уживо". Кроз актуелности које су обележиле недељу за нама, занимљиве госте, али и теме које занимају нацију на мало другачији начин, гледаоце воде Александра Гвоздић и Бобана Живановић.
- Развлачење
- Не гледам ти ја то

### Емисије (2022)
- Редаљка
- Влажне вести
- Гастро Ход
- Ништаграм
- Бајке из подземља

### Емисије (2023)
- Секси савета
- Кристијанове бајке
- Астро центар
- Балканска весеља
- НеРед
- Не знам ди терам
- 2 Можда 3

### Емисије (2024)
- Ред Портал Сенд Уп
- Деца Су украсили Ред-a
- Ред Инфо
- Лове Кест
- Обилазак
- Ред Акција
- Парти Бајк
- Хот недеље
- Паноријум
- Одлазак

### Кратке форме
Судар генерација, музичких укуса и личних доживљаја музике. Жика Тодоровић и млада Андријана Цветинчанин пуштају своје омиљене музичке видее. Спој искуства и младости и различитих погледа на музику и свет уносе динамику у емисију „Rap & Roll”. Није присутно само представљање различитих музичких праваца и извођача, већ Жика и Андријана публику информишу и са занимљивостима које стоје иза песама и уметника, и причају причу која музика са собом доноси.
Праћење градских дешавања, концерата, премијера, промоција — све што публика треба да зна о новим филмовима, књигама, албумима, новим интересантним местима у граду и људима презентују нам Мила Стефановска, Сашка Веселинов и Илија Божиновић.

### Ти бираш филм у 23 часа!
Сваке вечери у 23 часа приказује се филм по избору гледалаца. Публика има могућност да гласа преко Инстаграм профила.
Од понуђених, добро пробраних 5 блокбастера, Инстаграм пратиоци својим лајком на слици сторија одлучују се за филм који ће гледати. Блокбастер са највише лајкова биће емитован исте вечери у 23 часа.

### Емисије (2020)

#### Сваког дана
- 5 Грама Инстаграма

Андреа, Катарина и Бојана баве се у емисији „5 грама Инстаграма” актуелним, занимљивим и урнебесним Инстаграм видеима. Шта постују познати инстаграмери, шта је преплавило ову мрежу у Србији, али и у свету свакако ћете први сазнати у овој емисији.
- Временска дијагноза

Најнеобичнија временска прогноза у региону, дефинитивно је „Временска дијагноза” коју воде три прелепе и презгодне девојке: Ана, Тијана и победница „Задруге 3” Ива Гргурић. У овој временској прогнози можда нећете наћи оно што друге прогнозе нуде, али добру забаву, смех и по коју идеју за аутфит сигурно да.
- Устанак

Касни јутарњи програм, за све оне који уживају у повлашћености буђења, након поднева. Емисија колажног типа, са најзанимљивијим лицима домаћих друштвених мрежа у улози водитеља. Ружа Рупић, Сара Станковић, Ана Лазаревић, Стефан Павловић – Цале, Џени Мартин, Јана Дачовић, Ненад Арсић - Цоне, Душан Вуковић - Дукса, Цвета Жарковић - Супер Цвета, Милош Ивановић - Лошми Панда, Стефан Милошевић - Панда и Филип Ђукић коментаришу најпопуларније објаве на мрежама, преко фитнеса, исхране, моде. У “Устанку” можемо видети и интервјуе са разним познатим, признатим и интересантним личностима.
- Хоћу да кажем

Градски тргови у Србији, столица поред ње натпис:"Хоћу да кажем"  и махом млади људи који желе да се њихов глас чује. Емисија “Хоћу да кажем” пружа им могућност да буду видљиви, да имају слободу и да добију својих 3 минута. Слобода говора никада није била ближа.
Место за оне са најоштријим пером – феномене са Твитера преносе вам Бејб и Бебијана у емисији “РеТвиттер”. Бритко, јасно и без увијања - најновије актуелности са ове популарне друштвене мреже можете да видите баш у овој емисији.
Дукса и Цоне, искусни јутјубери, у емисији “ Yоутубер ” откривају све тајне Јутјуба, бирају за публику интересантне, забавне и урнебесне клипове, али и дају савет како постати тјубер.
У емисији “Тиктокер” емитују се клипови са платформе “ТикТок”, које заједно коментаришу Станко и Станоје Будимкић, као и Ања и Страхиња Дамњановић. Можете сазнати више о домаћим и страним ТикТок звездама, људима са естраде који се такође представљају кроз ову популарну платформу. У емисију долазе и популарни гости. Разни изазови који једни другима задају су такође присутни, тако да гледаоци могу да виде како се праве видеи на ТикТоку и како то све заправо изгледа иза камере.

#### Инфлуенсерске емисије (једном недељно)
- Музички новитети

Некадашња Пинкова Звездица, Теодора Тара Стојановић, стасала је не само у озбиљну певачицу, већ се у емисији „Музички новитети“ бави презентовањем актуелних новитета: новим бендовима, спотовима, песмама и албумима. Забавна музичка емисија, едукативног типа за све оне којима је музика нешто без чега се не може.
Популарна млада поп певачица Анђела Вујовић, познатија као Ангеллина, и Уна Живановић у емисији “Studio Jam” сваке среде воде публику кроз музичко путовање са младим извођачима, али и са већ афирмисаним звездама. Актуелни музичари у емисији “Studio Jam” уживо изводе пет песама: две своје, две песме другог извођача и челенџ песму коју је за њих одабрао претходни гост. Сваки гост у емисији бира следећег госта и задаје му челенџ песму. Између сваке песме, гости се уписују у музички лексикон и одговарају на питања својствена за лексиконе.
- Урбане легенде

Цуки у емисији “Урбане легенде” бави се урбаним легендама, причама о мрачним и уклетим местима, као и темама на које до сада гледаоци нису имали одговор. Омиљена емисија љубитеља мистерије и до краја неистраженог.
- Трендинг

У емисији “Трендинг” имамо прилику да истражимо Јутјуб трендинг страницу из нашег региона - које су песме најслушаније, који јутјубери су сада на трендингу, које су актуелне вести, и то све публика има прилику да сазна пре свих у недељној емисији “Трендинг”, са Цонетом и Дуксом.
Немања Блажић – Трики, члан најбољег стратешког тима на свету – “Court Kingz” – познатог по егзибицијама на кошаркашком терену, у својој емисији “1 на 1 са Трикијем” изазива звезде на баскет и учи публику триковима са баскеташком лоптом. Другачија, модерна и забавна страна спорта са Трикијем је загарантована.
Милош Костић – Кими у своју емисију “ Кимис Тајм” доводи госте из света естраде, музике и инфлуенса. Свака емисија се снима у ауту БМW X6. Кими са гостима разговара о актуелним темама, слушају музику и певају док се возе градом. Поставља им питања које се тичу њиховог приватног живота и познате представља у једном другачијем и интересантнијем светлу.
Никола Милошевић - Ђота доноси у својој емисији “Ђота Фоотманиа” фудбалски садржај на један потпуно другачији начин. Акробације са фудбалском лоптом његов су заштитни знак, а у емисији сем гледања занимљивих, забавних и смешних фудбалских видео клипова, Ђота има челенџ са својим гостима, али и туторијале за све који желе да владају фудбалском лоптом попут њега.
- Неки то воле од куће

Емисија посвећена онима који су одувек желели да се баве певањем . “Неки то воле од куће” бави се управо певачима аматерима, онима који певају под тушем или код куће и каче видее на своје друштвене мреже, а Red-ова TV лица их оцењују и коментаришу.
- Прерано са Жоржом и Игњатом

Late night talk show заробљен у јутарњем термину недељом у 10 часова. Интересантне рубрике, занимљиви гости и како они упорно инсистирају, најзанимљивији водитељи.
- Кочење

Хумористичка емисија „Кочење” — сада већ уиграна екипа Дневњака овога пута у новим улогама, али и потпуно новом формату.
Концепт ове емисије је такмичарског духа, а победник осваја песму и снимање спота. У трци за ову награду бориће се 6 младих, талентованих људи, који ће се трудити да успешно одговоре на постављене изазове. Сваке недеље један од њих биће избачен из такмичења.
- Треш квиз

### Серијски програм
- Агенција за СИС
- Добро дошли у Штиц Крик
- Кућа од карата
- Премијер
- Љубав, навика, паника
- Људи са Менхетна
- М(ј)ешовити брак
- Мућке
- Нек иде живот
- Слушкињина прича
- Златни дани
- Ало, ало!
- Црна Гуја
- Породица Серано
- Чиста Хемија
- Мали Вукодлак
- Карантин

## Пинк 2

### Забавни програм
- Биљана за вас
- Гледај мајку бирај ћерку
- Ексклузивно
- Ђавоља вечера
- Здравље и ви
- Краљеви стила
- Копаоник на Пинку
- Накит ТВ
- Наутика
- Породични обрачун
- Премијера
- Хроника Фешун Вика
- Умеће живљења
- Живот у тренду

### Серијски програм
- Акција (Action)
- Ало, ало! ('Allo 'Allo!)
- Авантуре Ширли Холмс (The Adventures of Shirley Holmes)
- Барка (El barco)
- Борџије (The Borgias)
- Браћа (Brothers)
- Била једном једна земља
- Велики дан (Big day)
- Ветар и Облак (Wind and Cloud)
- Вечити дечаци (Manchild)
- Вештичарење (Hex)
- Викинг (Vikings)
- Вил и Грејс (Will and Grace)
- Гимназија Тауер (Tower Prep)
- Грим
- Глупо мушко (Stupid Stupid Man)
- Године пролазе (As Time Goes By)
- Градска врева (City Life)
- Гром у рају (Thunder in paradise)
- Демони (Demons)
- Дивљи у срцу (Wild at Heart)
- Доктор Хаус (House M.D.)
- Доктор Оз (The Dr. Oz Show)
- Друго лице планине (Rockface)
- Дувал и Морети (Duval et Moretti)
- Елитна јединица (Rejseholdet)
- Емилини разлози против (Emily's Reasons Why Not)
- Ескобар: Господар зла (Escobar: El patron del mal)
- Еџемонт (Edgemont)
- Заједница (Community)
- Закон браће (Prison Break)
- Закон Кентерберијеве (Canterbury's law)
- Зелена зелена трава (The Green Green Grass)
- Звер
- Игра без престанка
- Изгубљена девојка (Lost Girl)
- Империја
- Инсајдеров водич за срећу (The Insiders Guide to Happiness)
- Калифорникација (Californication)
- Камп Икс (X Company)
- Кашмирска мафија (Cashmere Mafia)
- Кућа од карата (House of Cards)
- Књига Данијелова (The Book of Daniel)
- Лепши живот
- Летње авантуре (Summer Crush - Foudre)
- Лига џентлмена (The League of Gentlemen)
- Луда љубав
- Лудо и брзо (The Fast Show)
- Љубавнице (Mistresses, 2008)
- Љубавно писмо (Justified)
- Маринци (NCIS)
- Господин Робот (Mister Robot)
- Млади вукодлак (Teen Wolf)
- Мој грчки живот
- Мој херој (My Hero)
- Моја породица (My Family)
- Моји момци (My Boys)
- Моћни ренџери (Mighty Morphin Power Rangers)
- Моћни ренџери — Мистична сила (Power Rangers Mystic Force)
- Моћни ренџери — Операција Соларна брзина (Power Rangers Operation Overdrive)
- Моћни ренџери РПМ — Тркаће машине (Power Rangers RPM)
- Моћни ренџери С. П. Д. — Свемирска патрола Делта (Power Rangers S.P.D.)
- Мућке (Only Fools and Horses)
- Необичне методе (The Unusuals)
- Опасна игра (Damages)
- Отети[4]
- Офис
- Пансион фаличних (Fawlty Towers)
- Париске приче (Pas de secrets entre nous)
- Паркови и рекреација (Parks and Recreation)
- Пет сестара / Сестрице (Cinq Sœurs)
- Поаро (Agatha Christie's Poirot)
- Поново заљубљени (Aşk yeniden)
- Поп Корн ТВ (Pop Corn TV)
- Прекобројни (Outnumbered)
- Премијерка (Borgen)
- Продавница код Гринових (10 items or less)
- Робин Худ (Robin Hood)
- Све се врти око секса (Cuestión de sexo)
- Секс и град (Sex and the City)
- Сестре (Kardeş Çocukları)
- Скупи сати (Billable Hours)
- Спаривање (Coupling)
- Статисти (Extras)
- Студио 24 (Studio 24)
- Телевизијска посла (30 Rock)
- Тјудорови (The Tudors)
- Убиство (Forbrydelsen)
- Уврнути (Cracked)
- Уједињење Државе Таре (United States of Tara)
- У канцеларији (The Office)
- Умри Диво (Drop Dead Diva)
- Хоторн[5]
- Црна Гуја (Blackadder)
- Чејс
- Чиста хемија (Breaking Bad)
- Чудне игре (Wicked Wicked Games)
- Шпијуни (Spy)

### Теленовеле
- Жена која није могла да воли (La que no podía amar)
- Империја
- Маријана и Скарлет (Mariana & Scarlett)
- Наследници (Los herederos del Monte)
- Невина (Inocente de ti)
- Олуја (La tempestad)
- Пепељуга (Muchacha italiana viene a casarse)
- Понос Раткајевих
- Собарица и сенатор (Una maid en Manhattan)
- Тријумф љубави (Triunfo del amor)
- Фатална љубав

### Домаће серије
- Агенција за СИС
- Академци
- Смешно ћоше код Ђоше

### Дечји програм
- Авантуре из књиге врлина (Adventures from the Book of Virtues)
- Ајрон-мен (Iron Man: Armored Adventures)
- Анђеоски пријатељи (Angel's Friends)
- Бен 10 (Ben 10)
- Вива пињата (Viva Piñata)
- Винкс (Winx Club)
- Волтрон (Voltron)
- Екскалибур (Xcalibur)
- Јагодица Бобица (Strawberry Shortcake)
- Јохо Ахој (Yoho Ahoy)
- Казззкадери (Triple Z)
- Касперова школа страха (Casper's Scare School)
- Каиџудо (Kaijudo)
- Кенгури кошаркаши (Kangoo)
- Кероро, поручник жабац (Keroro Gunsō Sgt. Frog)
- Краљ диносауруса (Dinosaur King)
- Лулу
- Мали меда Чарли (Little Charley Bear)
- Дружина мјау-мјау (Tokyo Mew Mew)
- Мери-Кејт и Ешли у акцији  (Mary-Kate and Ashley in Action!)
- Мој мали Пони: Пријатељство је чаролија  (My Little Pony: Friendship is Magic)
- Моји џепни љубимци (Puppy in My Pocket: Adventures in Pocketville)
- Монсуно (Monsuno)
- Мрљице (The Blobs)
- Најлепше бајке света (The most beautiful fairy tales in the world)
- Несташни духови (Phantom Spirits)
- Ноди у Земљи играчака (Noddy's Toyland Adventures)
- Папирманија (Flatmania)
- Пингу (Pingu)
- Покојо (Pocoyo)
- Поко
- Поп Пикси (PopPixie)
- Попај (The All-New Popeye Hour)
- Приче о животињама (Animal Stories)
- Рале, лав галамџија (Raa Raa the Noisy Lion)
- Савез супер злоћа (League of Super Evil)
- Спајдермен (Spider-Man: The New Animated Series)
- Спајдер рајдери (Spider Riders)
- Страшне приче за плашљиву децу (Grizzly Tales For Gruesome Kids)
- Тара Данкан (Tara Duncan)
- Фрифоникси (Freefonix)
- У ритму срца (Skip Beat!)
- Фиш и Чипс (Fish and Chips)
- Хамф
- Хипернаути (Hypernauts)
- Џи Ај Џо Сигма 6 (G.I. Joe Sigma 6)
- Штене Клифорд (Clifford's Puppy Days)

### Информативни програм
- Минут 2 (кратке вести које су се емитовале током пауза између програма и пре реклама)

### Ток-шоу програм
- Амиџи шоу
- Добро вече Србијо
- Ја то тако
- Магазин ИН
- Премијера Викенд специјал
- Тешка реч
- У Рингу

### Реалити програм
- Папарацо лов
- ДНК